# 桂生芳
桂生芳（1915年—1999年），男，陕西咸阳人，中华人民共和国军事人物，中国人民解放军少将，曾任旅大警备区副政治委员、顾问。